# Santa Reparata (Civitella del Tronto)
Santa Reparata is een plaats (frazione) in de Italiaanse gemeente Civitella del Tronto.